# Араслановский сельсовет (Мелеузовский район)
Араслановский сельсовет — сельское поселение в Мелеузовском районе Башкортостана Российской Федерации.
Административный центр — деревня Смаково.

## История
Статус и границы сельского поселения установлены Законом Республики Башкортостан от 17 декабря 2004 года № 126-З «О границах, статусе и административных центрах муниципальных образований в Республике Башкортостан».

## Население
| 2002  | 2009  | 2010  | 2012  | 2013  | 2014  | 2015  |
| ----- | ----- | ----- | ----- | ----- | ----- | ----- |
| 1484  | ↗1672 | ↘1384 | ↘1370 | ↘1344 | ↘1303 | ↘1288 |
| 2016  | 2017  | 2018  |       |       |       |       |
| ↘1275 | ↘1259 | ↘1243 |       |       |       |       |

## Состав сельского поселения
| № | Населённый пункт | Тип населённого пункта          | Население |
| - | ---------------- | ------------------------------- | --------- |
| 1 | Смаково          | деревня, административный центр | ↘444      |
| 2 | Малошарипово     | деревня                         | ↘237      |
| 3 | Янги-Аул         | деревня                         | ↘182      |
| 4 | Арасланово       | деревня                         | ↘159      |
| 5 | Береговка        | деревня                         | ↘129      |
| 6 | Красногорский    | хутор                           | ↘96       |
| 7 | Якты-Куль        | деревня                         | ↘89       |
| 8 | Исламгулово      | деревня                         | ↘48       |

## Известные уроженцы
- Буляков, Динис Мударисович (18 мая 1944 — 14 марта 1995) — башкирский писатель и общественный деятель, лауреат республиканской премии имени Салавата Юлаева[14].
- Смаков, Муса Гатиятуллович (1885 — ?) — деятель башкирского национального движения[15].
- Узянбаева, Танзиля Хамитовна (род. 2 января 1953) — певица, Народная артистка РБ (1994), Заслуженная артистка РФ (2004)[16][17].